# Renate Freund
Renate Freund (Neuwied, 3 ottobre 1939) è una poetessa e scrittrice tedesca.

## Biografia e carriera
Renate Freund è nata a Neuwied am Rhein nel 1939, seconda di cinque figli. Dopo il diploma professionale da impiegata stenografa, ha lavorato dapprima come addetta agli acquisti in un'azienda di medie dimensioni, poi nell'ufficio tecnico della Clinica Marienhaus in Renania-Palatinato. Dopo il pensionamento ha cominciato a scrivere, soprattutto racconti e poesie, spinta dal suo interesse per la letteratura. Un primo volume di 12 racconti noir è stato pubblicato nell'agosto 2016 da Martin Werhand Verlag e si intitola Der letzte Tanz. Nel gennaio 2017 le sue poesie sono state pubblicate nell'antologia Abendfrieden, una raccolta di 100 liriche. Nello stesso anno pubblica un volume di 50 sonetti intitolato Himmelreich con il medesimo editore, mentre nel 2018 pubblica il suo terzo volume di poesie che si intitola Sinnpuppe. A dicembre 2018 pubblica un altro volume di sonetti intitolato Glassymphonien. Il volume Lichthoffnung e i due volumi di poesie Winterruhe sono invece dell'anno successivo.

## Pubblicazioni (selezione)

### Libri
- Der letzte Tanz. Kurzgeschichten. Martin Werhand Verlag, Melsbach 2016, 150 pagine ISBN 978-3-943910-29-2.
- Himmelreich. 50 Sonette. Martin Werhand Verlag, Melsbach 2017, 120 pagine ISBN 978-3-943910-65-0.
- Sinnpuppe. 50 Gedichte. Martin Werhand Verlag, Melsbach 2018, 120 pagine ISBN 978-3-943910-58-2.
- Glassymphonien. 50 Sonette. Martin Werhand Verlag, Melsbach 2018, 120 pagine ISBN 978-3-943910-61-2.
- Sonnenähren. 100 Sonette. Martin Werhand Verlag, Melsbach 2018, 170 pagine ISBN 978-3-943910-64-3.
- Lichthoffnung. 50 Sonette. Martin Werhand Verlag, Melsbach 2019, 120 pagine ISBN 978-3-943910-49-0.
- Winterruhe. 100 Gedichte. Martin Werhand Verlag, Melsbach 2019, 170 pagine ISBN 978-3-943910-48-3.
- Dorfidylle. 250 Gedichte. Martin Werhand Verlag, Melsbach 2019, 300 pagine ISBN 978-3-943910-47-6.

### Antologie (selezione)
- Abendfrieden. Antologia 100 Gedichte. Martin Werhand Verlag, Melsbach 2017, 190 pagine ISBN 978-3-943910-27-8.

## Letterature
- Renate Freund In: Deutsches Literatur-Lexikon. Das 20. Jahrhundert Nachtragsband: F - M Volume 2, Verlag Walter de Gruyter, 2020, ISBN 978-3-11-067790-4
- Renate Freund In: Nicolai Riedel Bibliographisches Handbuch der deutschsprachigen Lyrik 1945–2020, Metzler, Heidelberg, 2023, p. 619-620, ISBN 978-3-662-65460-6